# Aken (Elbe)
Aken (Elbe) – miasto w Niemczech, w kraju związkowym Saksonia-Anhalt, w powiecie Anhalt-Bitterfeld.

## Geografia
Miasto położone jest na lewym brzegu Łaby, ok. 8 km na zachód od Dessau-Roßlau.

## Współpraca
- Anor, Francja
- Erwitte, Nadrenia Północna-Westfalia